# Grondzijlstermolenpolder
De Grondzijlstermolenpolder (opgericht als Grote Noorddijksterpolder) is een voormalig waterschap (molenpolder) in de Nederlandse provincie Groningen.
De polder besloeg het gebied van de huidige Groninger wijken Ulgersmaborg, De Hunze, Noorderhoogebrug (ten zuiden van de Groningerweg), Beijum (ten zuiden van het Noorddijkstermaar) en het westelijk deel van Lewenborg. Het sloeg uit op het Damsterdiep. Het gemaal bestaat nog steeds en staat aan de Rijksweg op z'n 300 m ten oosten van de brug in de Beneluxweg over het Damsterdiep.
In 1818 werd een molen gebouwd die uitsloeg op de Zuidwending (= Noorddijkstermaar), die uitkwam in het Boterdiep. Om die reden was het schap ondergebracht bij Hunsingo. In 1878 werd het schap aan Fivelingo toegevoegd, zodat in 1879 een molen aan het Damsterdiep kon worden gesticht. Het waterschap Noorderzijlvest is de sinds 1995 waterstaatkundige beheerder van de polder.

## Naam
De polder was genoemd naar de Grondzijl, een duiker (onderleider) door de kade, die oorspronkelijk het water van het gebied loosde op het Boterdiep bij Noorderhoogebrug.